# Shoreham (Nova York)
Shoreham és una població dels Estats Units a l'estat de Nova York, i més específicament, a la costa nord de Long Island. Segons el cens del 2000 tenia 417 habitants.

## Demografia
Segons el cens del 2000, Shoreham tenia 417 habitants, 145 habitatges, i 126 famílies. La densitat de població era de 365,9 habitants per km².
Dels 145 habitatges en un 38,6% hi vivien nens de menys de 18 anys, en un 74,5% hi vivien parelles casades, en un 8,3% dones solteres, i en un 13,1% no eren unitats familiars. En l'11% dels habitatges hi vivien persones soles el 6,9% de les quals corresponia a persones de 65 anys o més que vivien soles. El nombre mitjà de persones vivint en cada habitatge era de 2,88 i el nombre mitjà de persones que vivien en cada família era de 3,11.
Per edats la població es repartia de la següent manera: un 27,6% tenia menys de 18 anys, un 6,2% entre 18 i 24, un 17,7% entre 25 i 44, un 36% de 45 a 60 i un 12,5% 65 anys o més.
L'edat mediana era de 44 anys. Per cada 100 dones de 18 o més anys hi havia 88,8 homes.
La renda mediana per habitatge era de 109.719 $ i la renda mediana per família de 116.985 $. Els homes tenien una renda mediana de 81.873 $ mentre que les dones 31.250 $. La renda per capita de la població era de 37.620 $. Cap de les famílies i l'1,4% de la població estaven per davall del llindar de pobresa.